# Novelas ejemplares

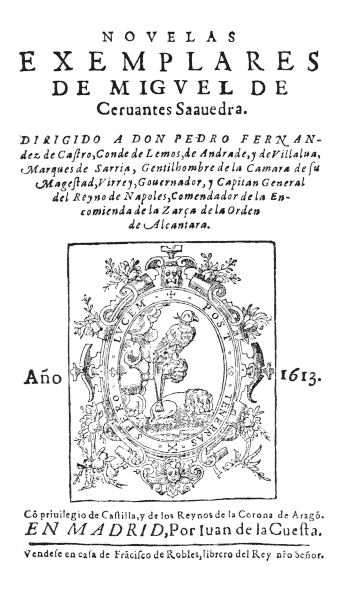

Novelas ejemplares är en samling med tolv kortromaner av den spanske författaren Miguel Cervantes skrivna mellan 1590 och 1612. Den utgavs år 1613 efter framgången med den första delen av Don Quijote.